# FIFA Football 2004
FIFA Football 2004 là một trò chơi bóng đá do hãng EA Sports phát hành vào tháng 10 năm 2003. FIFA Football 2004 là phiên bản thứ 11 của FIFA Series. Các cầu thủ được chọn quảng cáo Alessandro Del Piero, Thierry Henry và Ronaldinho. Đoạn phim đầu game diễn ra tại sân St James' Park của CLB Newcastle United cùng với bài hát Red Morning Light do Kings of Leon trình bày. Với việc có thêm 7 giải đấu trong FIFA Football 2004 nên số CLB tại phần Rest of World đã giảm xuống còn có 16 đội. Trong đó có 6 đội đầu tiên có mặt thuộc Nam Mỹ mà không đến từ Brasil, đó là Club America, Toluca, C.F. Monterrey, U.N.A.M từ (México) và Boca Juniors, River Plate (từ Argentina).

## Các giải đấu trong FIFA Football 2004
| - Austrian FMobile - Belgian Jupiler - Brazilian League - Danish Superligaen - Dutch League - FA Premier League - English Division 1 - English Division 2 - English Division 3 - Ligue de Football Profssionnel 1 - Ligue de Football Profssionnel 2 - German Bundesliga 1 | - German Bundesliga 2 - Italian Division 1 - Italian Division 2 - K-League - MLS - Portugese Superliga - Norwegian Tippeligaen - Scottish Premier League - Spanish Primera - Segunda División - Allsvenskan - Swiss Axpo |

## Các đội tuyển quốc gia trong FIFA Football 2004
| - Áo - Brasil - Cameroon - Scotland - Na Uy - Đan Mạch - Hungary - Paraguay - Nga - Phần Lan - Hy Lạp - Slovenia - Senegal - Ireland - Bỉ - Thụy Sĩ - Nigeria - Úc - Thụy Điển | - Séc - Anh - Bulgaria - Mexico - Hàn Quốc - Đức - Hoa Kỳ - Tunisia - Croatia - Nhật Bản - Argentina - Tây Ban Nha - Thổ Nhĩ Kỳ - Costa Rica - Trung Quốc - Bồ Đào Nha - Ba Lan - Uruguay |

## Danh sách các bài hát
- The Dandy Warhols: "We Used to Be Friends"
- Asian Dub Foundation: "Rise To The Challenge"
- Babamania: "Wanna Rock"
- Café Tacuba: "Eo" (El Sonidero)
- The Cooper Temple Clause: "Promises, Promises"
- DJ Sensei: "Musica Grande"
- Kasabian: "L.S.F"
- Kings Of Leon: "Red Morning Light"
- Caesars: "Jerk It Out"
- Goldfrapp: "Train"
- Paul van Dyk: "Nothing But You"
- The Jam: "Town Called Malice"
- Kane: "Rain Down on Me" (Tiesto Remix)
- Radiohead: "Myxomatosis"
- Junior Senior: "Rhythm Bandits"
- The Stone Roses: "Fools Gold"
- Tosca: "Gute Laune"
- Lostprophets: "Burn Burn"
- The Raveonettes: "That Great Love Sound"
- Suburbia: "Always"
- The Clones: "Crazy Boys"
- The Individuals: "Take A Ride"
- Timo Maas: "Unite"
- Tribalistas: "Já Sei Namorar"
- Underworld: "Two Months Off"
- Vicentico: "Se Despierta La Ciudad"
- Wir sind Helden: "Guten Tag "
- Zeca Pagodinho: "Deixa A Vida Me Levar"

## Cácsân vận độngtrong FIFA Football 2004:
| - Stamford Bridge - Old Trafford - Anfield - Highbury - BayArena - AOL Arena - Westfalenstadion - Sân vận động Công viên các Hoàng tử - Félix-Bollaert - Gerland - Vélodrome - Santiago Bernabéu - Camp Nou - Mestalla - Vicente Calderón | - Sân vận động Alpi - Olimpico - San Siro - Ali Samiyen - Amsterdam Arena - Vanden Stock Sân của EA Sports - Olympic Style - Oval Style - Closed Square - Open Square Style - UK 1 - UK 2 - UK 3 - EURO 1 - EURO 2 - EURO 3 |